# Корпуса
Корпуса́ (рос. Корпуса) — присілок у складі Лосино-Петровського міського округу Московської області, Росія.

## Населення
Населення — 1130 осіб (2010; 726 у 2002).
Національний склад (станом на 2002 рік):
- росіяни — 92 %